# Orophea submaculata
Orophea submaculata là một loài thực vật thuộc họ Annonaceae. Đây là loài đặc hữu của Philippines. Chúng hiện đang bị đe dọa vì mất môi trường sống.